# هوانگ زونگینگ
هوانگ زونگینگ ( ; ۱۳ ژوئیه ۱۹۲۵ –  ۱۴ دسامبر ۲۰۲۰) بازیگر و نویسندهٔ اهل چین بود. او در بسیاری از فیلم‌های سیاه و سفید از جمله راپسودی خوشبختی (۱۹۴۷)، کلاغ‌ها و گنجشک‌ها (۱۹۴۹)، زنان در کنار هم (۱۹۴۹) و زندگی وو ژون (۱۹۵۰) بازی کرد که همگی با همسر سومش ژائو دان همبازی بودند.
او در اواسط دهه ۱۹۵۰ شروع به نوشتن فیلمنامه‌های سینمایی کرد و بعداً به نویسنده‌ای تحسین‌شده در ادبیات گزارش تبدیل شد. او برای «پرواز غازهای وحشی»، «پرتقال ماندارین» و «کلبه چوبی» سه بار برنده جایزه ملی ادبیات گزارشی برجسته شد.
هوانگ چهار بار ازدواج کرد. ازدواج او با بازیگر ژائو دان تا زمان مرگ او در سال ۱۹۸۰ ۳۲ سال ادامه یافت. در سالهای آخر عمر با نویسنده فنگ یدای ازدواج کرد. او دو فرزندخوانده از ازدواج قبلی ژائو داشت و دو پسر یتیم خواننده-بازیگر ژو ژوان را به فرزندی گرفت.
در سال ۲۰۰۵، نام‌های هوانگ زونگینگ و ژائو دان هر دو در میان «۱۰۰ بهترین بازیگر ۱۰۰ ساله سینمای چین» قرار گرفتند. داستان عشق آنها توسط پنگ شیائولیان در دو فیلم بلند از جمله Shanghai Rumba (2006) وفق داده شد.

## اوایل زندگی
هوانگ در سال ۱۹۲۵ در یک خانواده برجسته دانش‌پژوه-رسمی در پکن متولد شد که اصالتاً اهل روی‌آن، استان ژجیانگ بودند. پدربزرگ و پدرِ پدربزرگ او هر دو دارای مدرک درجه جینشی، بالاترین درجه در آزمون امپراتوری، بودند. پدرش هوانگ سِنگ‌مینگ مهندسی بود که در ژاپن تحصیل کرده بود و مادرش چن سونگ، خانه‌داری تحصیل‌کرده بود. هر دو والدین او دارای ارزش‌های لیبرال بودند و به فرزندانشان اجازه می‌دادند که علایق خود را دنبال کنند. با این حال، پدرش زمانی که او ۹ ساله بود درگذشت و خانواده‌اش دچار فقر شد.
هوانگ زونگ‌یینگ تحت تأثیر برادر بزرگ‌ترش، هوانگ زونگجیانگ (黄宗江)، که بعدها نمایشنامه‌نویسی برجسته شد، علاقه شدیدی به هنر و ادبیات پیدا کرد. زمانی که ۹ ساله بود، تحت تأثیر مقاله بینگ شین با عنوان «به خوانندگان جوان» قرار گرفت. در پاسخ، مقاله‌ای با عنوان «زیر یک درخت بزرگ» نوشت که در هفته‌نامه هوانگجین شیدای، که توسط برادرش ویرایش می‌شد، منتشر شد.

## حرفه

### دهه ۱۹۴۰: حرفه بازیگری

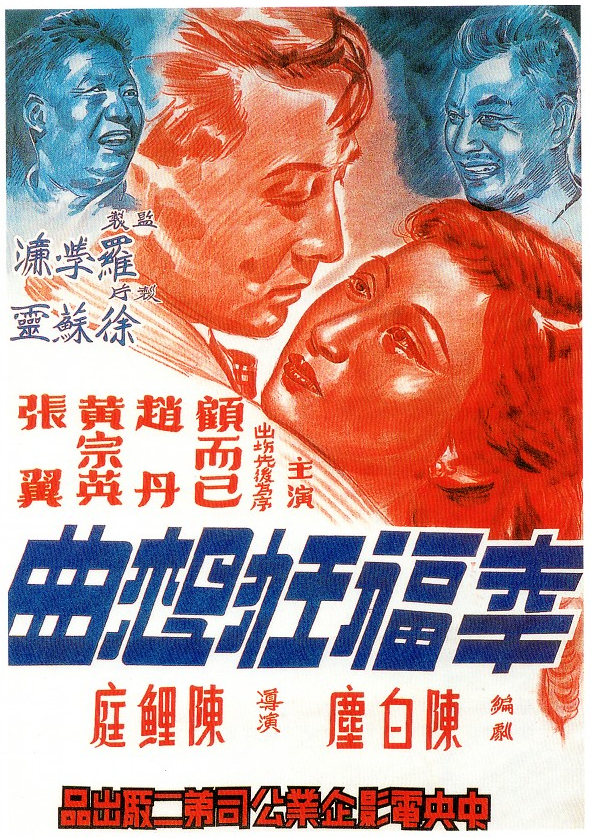
پوستر فیلم راپسودی خوشبختی (۱۹۴۷)

در سال ۱۹۴۱، هوانگ به همراه برادرش زونگجیانگ به شانگهای رفت و در شرکت تئاتر هوانگ زولین به عنوان بازیگر صحنه‌ای مشغول شد. او اولین اجرای خود را در نمایش دگردیسی اثر کائو یو تجربه کرد و با ایفای نقش در کمدی کودک شیرین به شهرت رسید.
در سال ۱۹۴۷، او نخستین حضور سینمایی خود را در فیلم تعقیب به کارگردانی شن فو تجربه کرد و سپس در فیلم موفق راپسودی خوشبختی، ساخته کارگردان مشهور چن لیتینگ و نویسنده چن بایچن، به ایفای نقش پرداخت. در این فیلم، او نقش زنی را ایفا کرد که در چین جنگ‌زده مجبور به تن‌فروشی و قاچاق مواد مخدر می‌شود. بازی او به عنوان اجرایی «با کیفیت هنری بی‌سابقه، که به‌طور واقعی، طبیعی و کنترل‌شده» هم زوال و هم مهربانی شخصیت را به تصویر می‌کشد، مورد تحسین قرار گرفت. نقش اصلی مرد را همسر آینده‌اش ژائو دان، برجسته‌ترین بازیگر مرد آن زمان چین، ایفا کرد.
کمی پس از ازدواجشان در سال ۱۹۴۸، هوانگ و ژائو هر دو به استودیوی فیلم کونلون، که توسط حزب کمونیست چین اداره می‌شد، پیوستند. در کمتر از دو سال، او در چندین فیلم تحسین‌شده از جمله زنان در کنار یکدیگر و کلاغ‌ها و گنجشک‌ها ایفای نقش کرد و شخصیت‌های متنوعی از جمله یک انقلابی، یک معلم، یک روسپی و معشوقه یک مقام دولتی را به تصویر کشید. هوانگ و همسرش در خط مقدم دوره‌ای بودند که به عنوان سینمای چین شناخته می‌شود.

## کتابشناسی
- Lee, Lily Xiao Hong (1998). Biographical Dictionary of Chinese Women: The Twentieth Century, 1912-2000. M.E. Sharpe. ISBN 978-0-7656-0798-0.
- Song, Yuwu (5 July 2013). Biographical Dictionary of the People's Republic of China. McFarland. ISBN 978-1-4766-0298-1.
- Zhang, Jie (1983). Seven Contemporary Chinese Women Writers. Translated by Gladys Yang. University of Washington Press. ISBN 978-0-2959-6017-3.